# LS I +61 303
LS I +61 303 – rentgenowski układ podwójny zaliczany do mikrokwazarów. Świadczy o tym rozciągła, precesująca struktura dżetowa, zaobserwowana w zakresie radiowym (M. Massi i in., 2001, Astronomy and Astrophysics, 376, 217).
W skład układu wchodzi masywna gwiazda ciągu głównego typu Be oraz obiekt zwarty o masie szacowanej na 1-4 masy Słońca. Składniki obiegają się wzajemnie z okresem około 26,5 dnia po orbicie eliptycznej o ekscentryczności e=0,72. Natura obiektu zwartego nie jest ustalona, aczkolwiek najprawdopodobniej jest nim gwiazda neutronowa. Z układu zaobserwowano charakterystyczne rozbłyski radiowe obserwowane w cyklu orbitalnym (J. M. Paredes, i in. 1990, Astron. Astrophys. 232, 377), jak również rozbłyski rentgenowskie (Goldoni P. i Mereghetti S., 1995, Astron. Astrophys. 299, 751). Skorelowana z nimi emisja w zakresie promieniowania gamma została zarejestrowana przez detektor EGRET.
Mikrokwazar LS I +61 303 znajduje się na północnej półkuli nieba i był obserwowany przez naziemny teleskop czerenkowowski MAGIC (Albert J. i in. 2006, Science, 312, 1771). Emisja promieniowania o energii ponad 100 Gev jest związana prawdopodobnie z oddziaływaniem wiatru pulsarowego z ultrafioletowymi fotonami, emitowanymi przez gwiazdę Be. Podobny mechanizm proponowany jest w wypadku pulsara PSR B1259-63.